# 1792
- Wikisource

| Calendário gregoriano                                                        | 1792 MDCCXCII                       |
| Ab urbe condita                                                              | 2545                                |
| Calendário arménio                                                           | 1241 – 1242                         |
| Calendário bahá'í                                                            | -52 – -51                           |
| Calendário budista                                                           | 2336                                |
| Calendário chinês                                                            | 4488 – 4489 Início a 24 de janeiro  |
| Calendário copta                                                             | 1508 – 1509                         |
| Calendário etíope                                                            | 1784 – 1785                         |
| Calendários hindus - Vikram Samvat - Calendário nacional indiano - Cáli Iuga | 1847 – 1848 1713 – 1714 4892 – 4893 |
| Calendário Holoceno                                                          | 11792                               |
| Calendário islâmico                                                          | 1207 – 1208                         |
| Calendário judaico                                                           | 5552 – 5553                         |
| Calendário persa                                                             | 1170 – 1171                         |
| Calendário rúnico                                                            | 2042                                |
| Calendário solar tailandês                                                   | 2335                                |

1792 (MDCCXCII, na numeração romana)  foi um ano bissexto do século XVIII  do atual calendário gregoriano, da era de Cristo, e as suas letras dominicais foram  A e G (52 semanas), teve início num domingo e terminou numa segunda-feira.
| Ano completo                       |
| ---------------------------------- |
| Ano bissexto com início ao domingo |

## Eventos

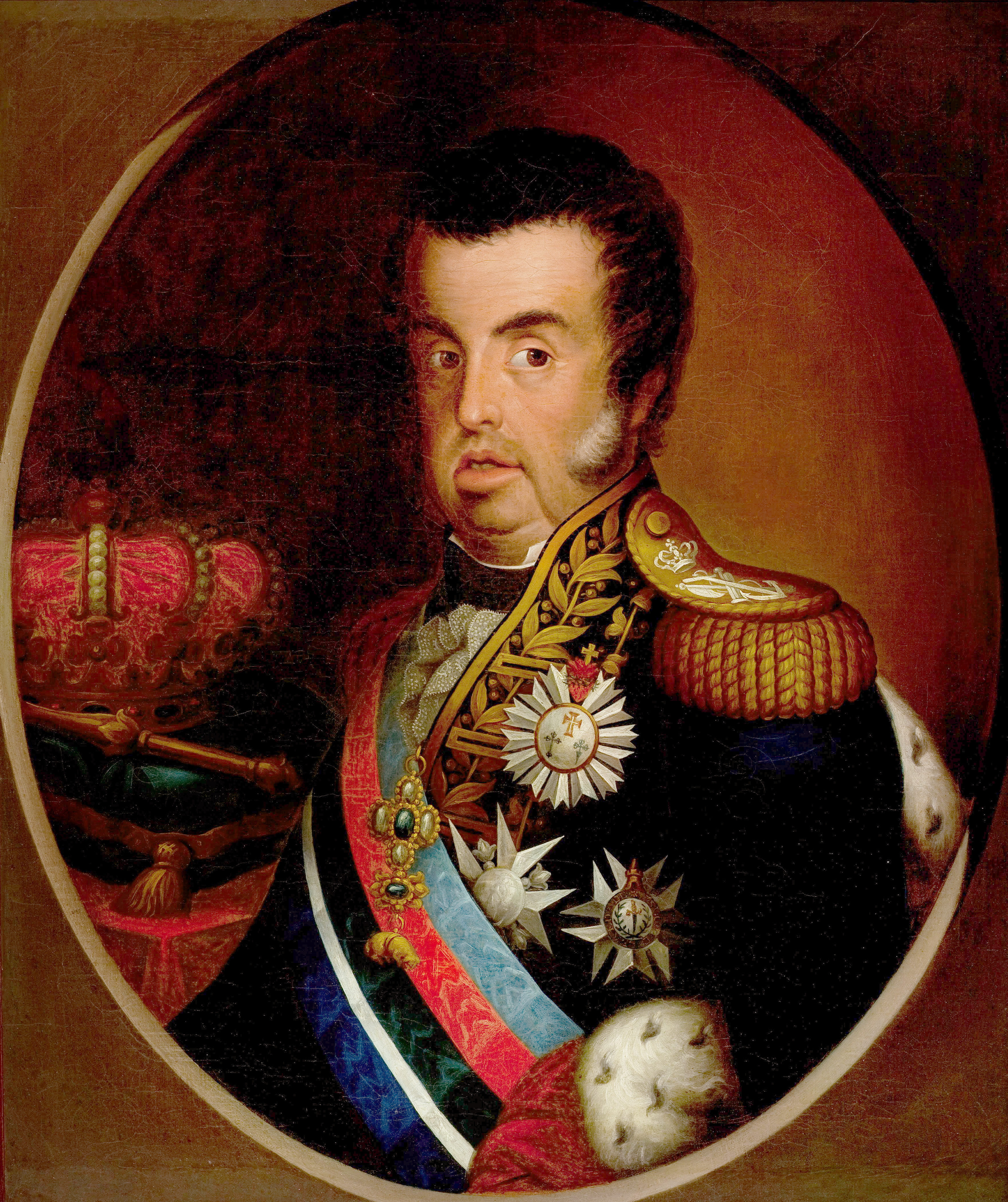
, em 1820; retrato de Simplício Rodrigues de Sá, na Pinacoteca do Estado de São Paulo, Brasil

- 10 de fevereiro — Em Portugal, o príncipe D. João, futuro D. João VI, assume a governação, em nome da sua mãe a rainha D. Maria I.
- 20 de abril — Revolução Francesa: início das Guerras Revolucionárias Francesas com a declaração de guerra à Áustria.
- 25 de abril — Primeira execução através da Guilhotina em França.
- 21 de abril — Tiradentes é enforcado no Rio de Janeiro devido ao seu envolvimento na Inconfidência Mineira.
- 1 de junho — Kentucky torna-se o 15.º estado norte-americano.
- 10 de agosto — Revolução Francesa: Jornada de 10 de Agosto de 1792
- 2 a 7 de setembro — Revolução Francesa: em Paris são levados a cabo uma série de execuções sumárias que ficaram conhecidas como Massacres de Setembro.
- 20 de setembro — Revolução Francesa: populares juntam-se ao exército francês, que dessa forma ganhou forças para vencer os estrangeiros na Batalha de Valmy.
- 21 de setembro — Revolução Francesa: proclamação da Primeira República Francesa.
- 23 de setembro — Revolução Francesa: início das operações militares entre as tropas da França Revolucionária e as tropas piemontesas.
- 13 de outubro — Início da construção da Casa Branca em Washington, D.C., Estados Unidos, com a colocação da pedra angular pelo arquiteto James Hoban.
- 17 de dezembro — Fundação da Real Academia de Artilharia, Fortificação e Desenho, primeira escola de engenharia das Américas. Seus atuais descendentes são a Escola Politécnica da Universidade Federal do Rio de Janeiro (Poli) e o Instituto Militar de Engenharia (IME).

## Nascimentos
- Xir Ali Cã — cã de Cocande entre 1842 e 1845  (m. 1845).
- 8 de fevereiro — Carolina Augusta da Baviera, princesa da Baviera e de Württemberg (m. 1873).
- 29 de fevereiro — Gioachino Rossini, compositor italiano (m. 1868).
- 18 de março — António José de Sousa Manuel de Meneses, conde, marquês e duque da Terceira (m. 1860).
- 13 de maio — Beato Pio IX (m. 1878)
- 21 de maio — Gaspard-Gustave Coriolis, matemático e engenheiro francês  (m. 1843).
- 8 de junho — Joseph Bates, marinheiro e ministro evangélico norte-americano (m. 1872).
- 1 de dezembro — Nikolai Lobachevsky, matemático russo (m. 1856)
- 7 de dezembro — Abraham Jacob van der Aa, geógrafo e lexicógrafo holandês (m. 1857).

## Mortes
- 23 de fevereiro — Joshua Reynolds, pintor retratista inglês (n. 1723).
- 21 de abril — Joaquim José da Silva Xavier, o Tiradentes, um dos líderes da Inconfidência Mineira (n. 1746).
- 3 de setembro — Maria Luísa, Princesa de Lamballe (n. 1749).
- 9 de setembro — Carlos Xavier José de Franqueville de Abancourt, militar e ministro francês (m. 1758).

## Por tema
- 1792 na ciência
- 1792 na literatura
- 1792 na música